# Groznyj (Pobedenskoe sel'skoe poselenie)
Groznyj (in russo Грозный?) è un centro abitato dell'Adighezia, situato nel Majkopskij rajon. La popolazione era di 704 abitanti al dicembre 2018.